# Austrocarina
Austrocarina là một chi ốc biển săn mồi cỡ nhỏ, là động vật thân mềm chân bụng sống ở biển trong họ Pseudomelatomidae.

## Các loài
Các loài thuộc chi Austrocarina bao gồm:
- Austrocarina recta